# Pic de l'Estanyó
Le pic de l'Estanyó est l'un des plus hauts sommets d'Andorre. Situé à la frontière entre les paroisses de Canillo et d'Ordino, il culmine à une altitude de 2 915 mètres,.

## Toponymie
Pic a le même sens en catalan qu'en français et désigne un sommet pointu par opposition aux tossa et bony fréquemment retrouvés dans la toponymie andorrane et qui correspondent à des sommets plus « arrondis ».
Estanyó est un dérivé d'estany, terme omniprésent dans la toponymie andorrane, désignant en catalan un « étang »,. Estany est lui-même issu du latin stagnum (« étendue d'eau »).

## Géographie

### Topographie
Avec ses 2 915 m d'altitude, le pic de l'Estanyó est le troisième sommet le plus élevé de l'Andorre. Sa hauteur de culminance est de 518 m,, mesurée par rapport au pic de Coma Pedrosa, point culminant de l'Andorre. Il s'agit de ce fait du second sommet le plus proéminent du pays derrière le pic de la Portelleta.
Le pic domine l'estany de l'Estanyó et l'ensemble de la vallée de Sorteny à l'ouest (paroisse d'Ordino) ainsi que l'estany Gran de la Vall del Riu à l'est (paroisse de Canillo). Il se prolonge au sud par la Serra de l'Estanyó dont l'altitude décroit jusqu'au Coll d'Arenes (2 538 m) qui sépare le pic du massif du Casamanya. Au nord, la crête se poursuit jusqu'au pic de la Cabaneta (2 864 m) puis enfin jusqu'au pic de Serrère (2 912 m). Cette ligne de crête sépare les bassins versants de la Valira d'Orient (paroisse de Canillo) et de la Valira del Nord (paroisse d'Ordino),,.

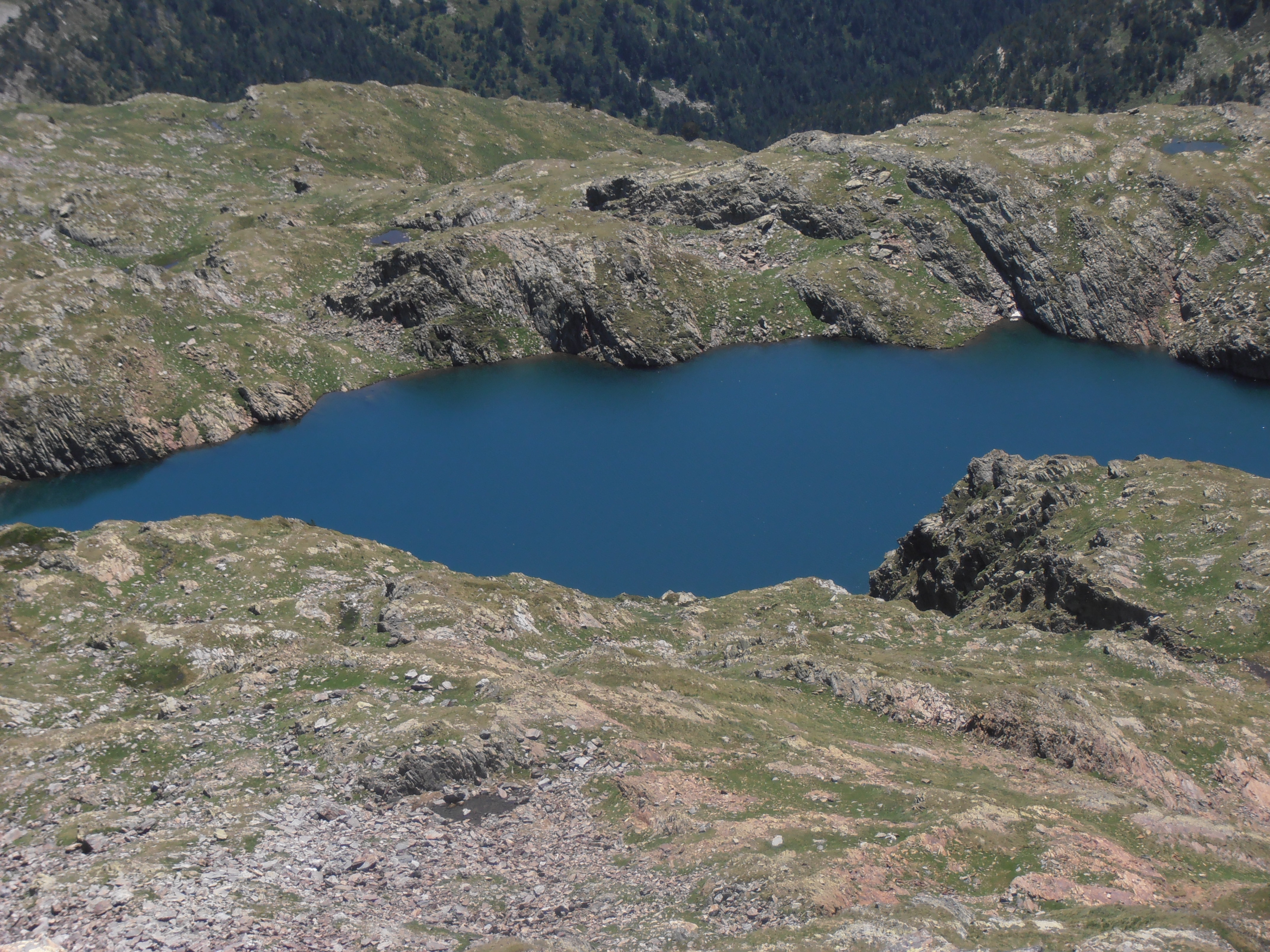
Estany Gran de la Vall del Riu depuis les pentes du pic de l'Estanyó.
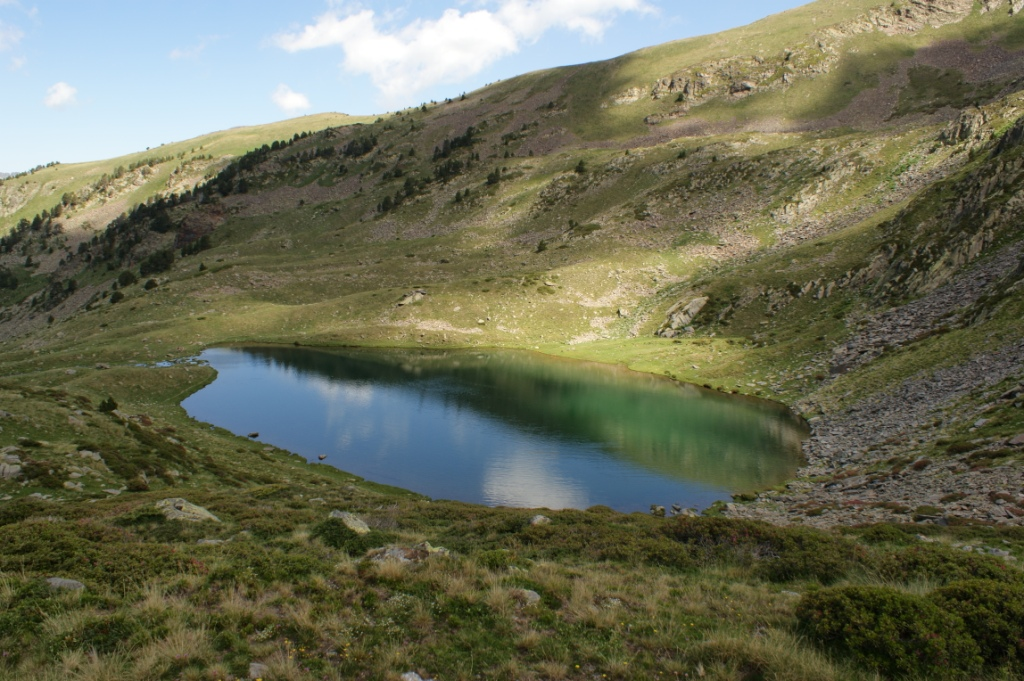
Estany de l'Estanyó.
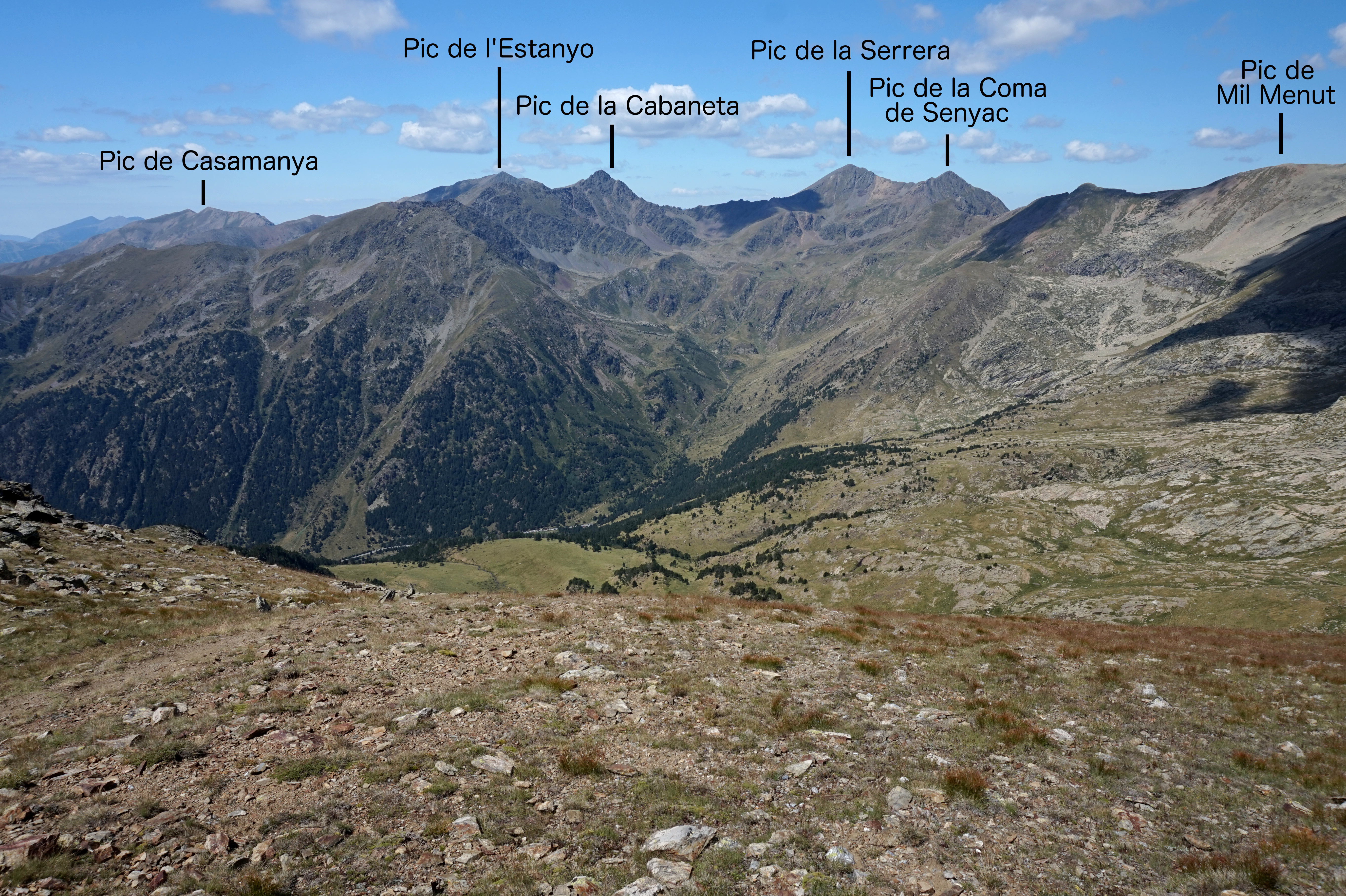
Vue de la ligne de crête du pic de Casamanya au pic de Serrère passant par le pic de l'Estanyó.

### Géologie
Le pic de l'Estanyó est situé sur la chaîne axiale primaire des Pyrénées,. Plus précisément il se situe dans un prolongement du dôme anticlinal de Pallaresa, une structure formée au cours de la phase d'orogenèse varisque,. Comme cette structure, le pic de l'Estanyó est composé de roches métamorphiques schisteuses cambro-ordoviciennes,,,,.
Il diffère en ce sens nettement du pic de Casamanya situé 3 km au sud mais appartenant au synclinal de Tor-Casamanya formé de roches calcaires du Dévonien et du Silurien,,. La transition entre dôme anticlinal de Pallaresa et synclinal de Tor-Casamanya s'effectue au Coll d'Arenes qui marque la limite sud des pentes du pic de l'Estanyó. Cette limite est matérialisée par le passage de la faille d'Arinsal.
Les glaciations quaternaires ont modelé le relief du pic et sont à l'origine du cirque glaciaire de l'Estanyó sur le versant ouest et du cirque de la Planada sur le versant oriental, dans lesquels se sont accumulés des dépôts glaciaires et des colluvions. Il résulte de la présence de ces deux cirques que les pentes des versants du pic de l'Estanyó sont particulièrement marquées,.
| \| Pic de l'Estanyó \|                                             |                                       |
| Position du pic de l'Estanyó sur la carte géologique de l'Andorre. | La faille d'Arinsal au coll d'Arenes. |
| Pic de l'Estanyó                                                   |                                       |

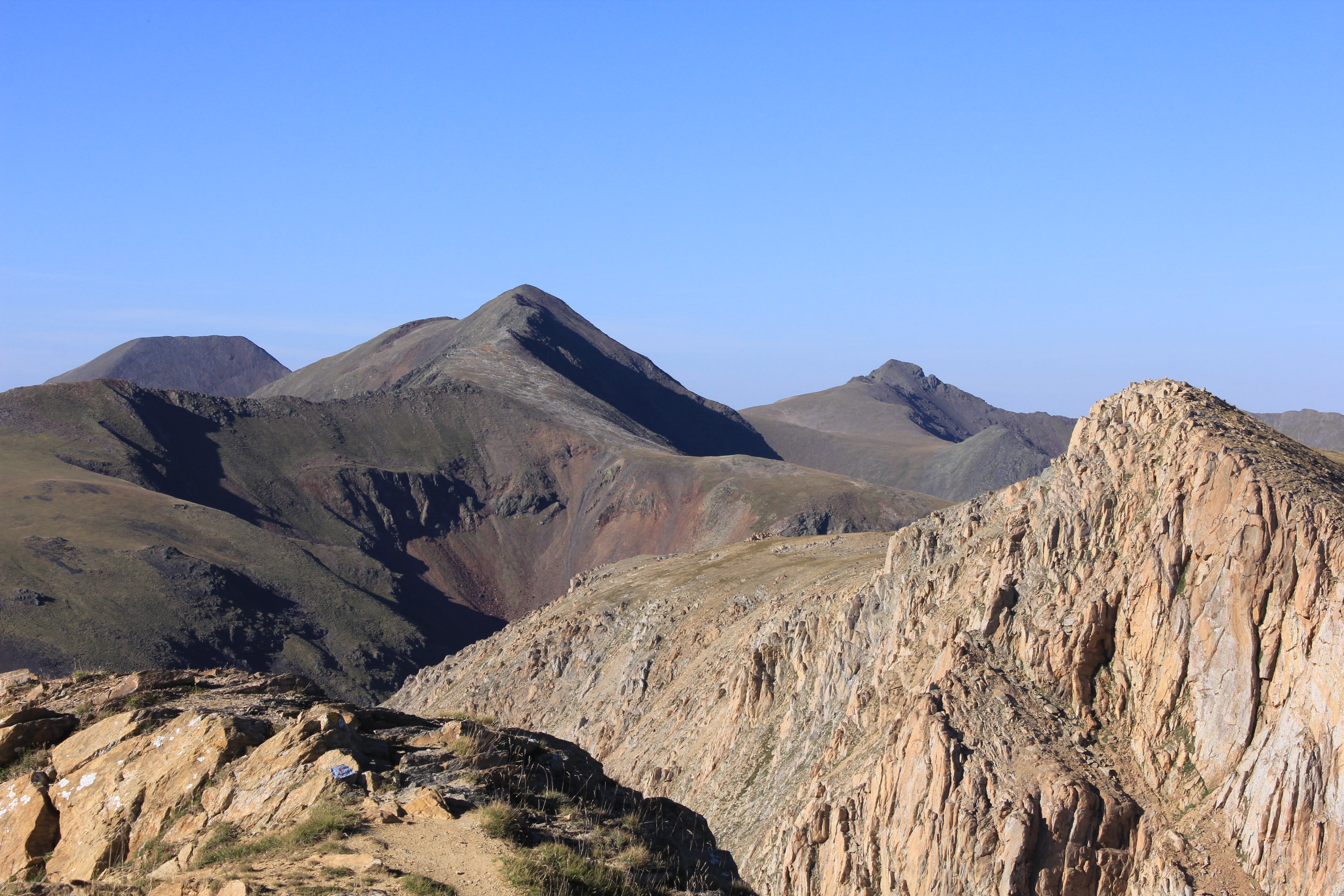
Pic de l'Estanyó vu depuis le pic de Casamanya. La différence de nature des roches entre les deux pics est bien visible.
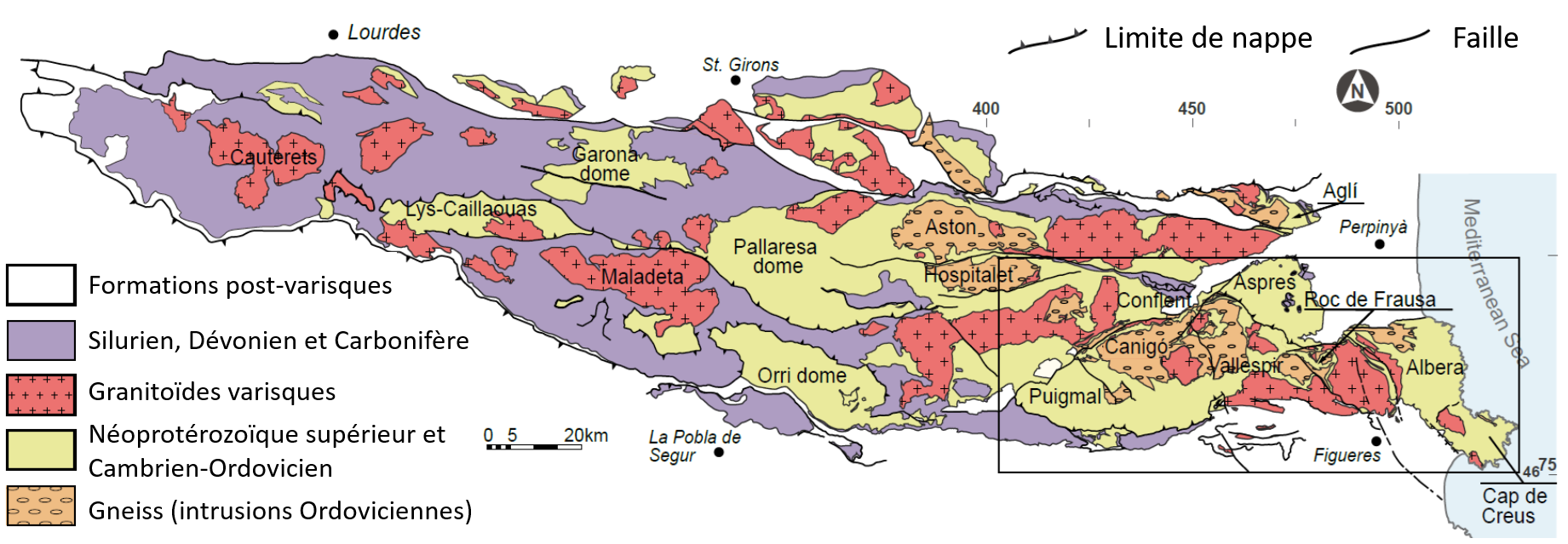
Carte géologique de la zone axiale des Pyrénées avec le dôme anticlinal de Pallaresa.

### Climat
| Mois                              | jan. | fév. | mars | avril | mai   | juin  | jui. | août  | sep.  | oct.  | nov.  | déc. | année   |
| --------------------------------- | ---- | ---- | ---- | ----- | ----- | ----- | ---- | ----- | ----- | ----- | ----- | ---- | ------- |
| Température minimale moyenne (°C) | −6,2 | −7,1 | −5,8 | −4,5  | −1,2  | 2     | 4,4  | 4,4   | 2,3   | 0,2   | −3,2  | −5   | −1,5    |
| Température moyenne (°C)          | −3,8 | −4,2 | −2,6 | −2    | 2,1   | 6     | 9,4  | 9,2   | 6,4   | 3,1   | −0,9  | −2,6 | 1,6     |
| Température maximale moyenne (°C) | −1,3 | −1,3 | 0,8  | 1     | 5,3   | 10,3  | 14,3 | 14,2  | 10,7  | 6,5   | −2    | 0    | 5,1     |
| Précipitations (mm)               | 88,5 | 46,8 | 62,9 | 109,5 | 136,4 | 129,5 | 99   | 109,7 | 110,5 | 114,8 | 131,5 | 105  | 1 244,8 |

### Faune et flore
La végétation est rare à proximité du sommet en raison de la présence de nombreux éboulis. Plus bas, se développent des pelouses acidophiles de haute montagne à Festuca airoides et Festuca yvesii.

## Histoire
L'ascension de Maurice Gourdon du 6 juin 1878 est probablement la première à être documentée. Celle-ci est rapportée dans son compte-rendu Ascensions en Andorre. Le Puig Mañat et le Puig d'Estanyo.

## Activités

### Randonnée

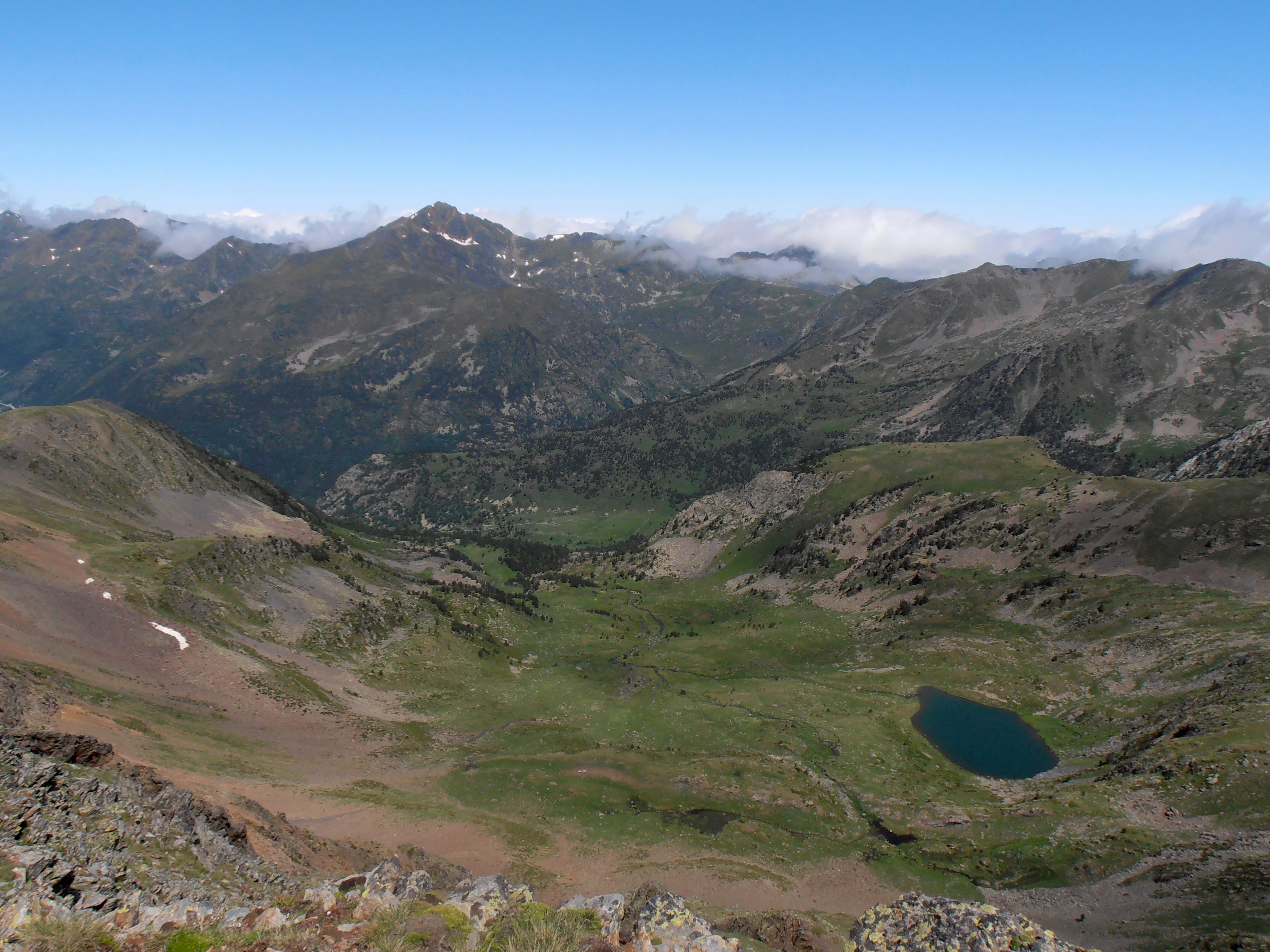
Vue vers l'ouest sur le parc de Sorteny et le pic de Font Blanca.

Situé au sein du parc naturel de Sorteny dont il constitue la limite orientale, le pic de l'Estanyó est accessible depuis le parking du parc ou encore depuis le refuge Borda de Sorteny. Depuis le parking, il faut compter sur une marche d'environ 7 h aller-retour pour un dénivelé positif de plus de 1 000 m,. Le sentier rejoint tout d'abord l'estany de l'Estanyó avant de rejoindre le sommet du pic par son flanc ouest,. 
Il est également possible d'atteindre le pic par l'est depuis Canillo. Le sentier traverse la Vall del Riu et fait notamment étape à la cabane de la Vall del Riu et à l'estany Gran de la Vall del Riu avant de s'attaquer aux pentes orientales du pic. Cette voie d'abord implique encore une fois un dénivelé positif de plus de 1 000 m.
Son sommet offre un excellent point de vue aux randonneurs sur toute la principauté d'Andorre,. À l'ouest, l'ensemble du parc de Sorteny se dessine et la vue s'étend jusqu'au pic de Font Blanca. Depuis 2017, une sculpture métallique haute de 1,40 m représentant un estripagecs en marque le sommet. Cette sculpture est une copie à taille réduite des estripagecs installés par l'artiste Pere Moles dans le parc naturel de Sorteny. Cinq sculptures identiques ornent d'autres sommets emblématiques de la paroisse d'Ordino : pic de Casamanya, pic de Cataperdís, pic de Font Blanca, pic de Serrère, pic de Tristagne.

### Protection environnementale

Carte des espaces naturels protégés d'Andorre.

Le versant occidental du pic de l'Estanyó bénéficie d'un statut de zone protégée de par son appartenance au parc naturel de Sorteny. Celui-ci, fondé le 23 juin 1999, a également obtenu le statut de réserve de chasse en 2010 et de site Ramsar le 23 juillet 2012.